# Lappe (westfälisches Adelsgeschlecht)

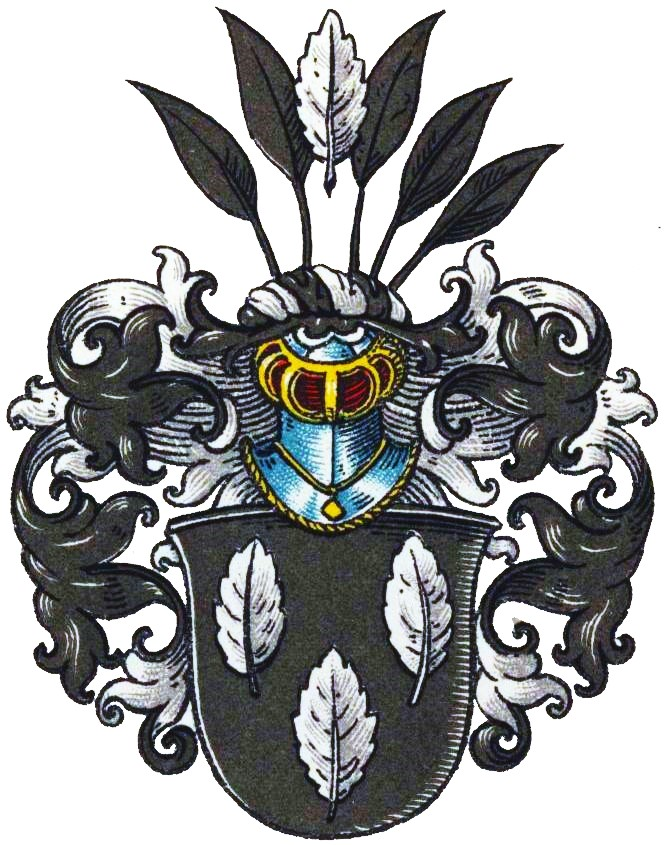
Wappen derer von Lappe im Wappenbuch des Westfälischen Adels

Lappe ist der Name eines erloschenen westfälischen Uradelsgeschlechts.
Das Geschlecht ist zu unterscheiden von den wappenverschiedenen niedersächsischen Lappe.

## Geschichte
Das Geschlecht stammt aus der Grafschaft Mark. Dort erscheint Sifrid Lappe bereits 1266. Zwischen 1300 und 1350 wurde Arnold Lappe von Arnsberg mit einem Mansen zu Sedinchusen, Pfarrei Hemmerde, und einem halben Mansen zu Hilbeck belehnt. Genannt werden ferner 1301 Theoderich Lappe, 1338 der Knappe Arnold Lappe, 1341 der Knappe Henrichs Lappe, Zeuge in einer Urkunde des Edelherrn Johann von Grafschaft. Es folgende 1353 Knappe Theoderich Lappe, 1370 Arnt Lappe und 1381 die Werler Burgmänner Theodor und Engelbert Lappe. Hinrich Lappe wurde 1398 zu Arnsberg mit dem Hof Medercke, Kirchspiel Weluer, belehnt. 1396 erscheinen Diederich und Engelbert Lappe, Söhne des toten Engelbert Lappe und der Elseke.
In der Grafschaft besaß die Familie Bredenole (urkundlich 1600), Dinker (urkundlich 1454), Edelburg (urkundlich 1600), Heinghausen (urkundlich 1636), Klotinghof bei Dinker (urkundlich 1454), Köningnen (urkundlich 1400–1478), Loen/Iserlohn (urkundlich  1592–1610), Meirich (urkundlich 1445), Haus Ruhr (urkundlich 1399–1636) und Haus Vierbecke (urkundlich 1566–1636).
Stammsitz war Haus Ruhr im heutigen Holzwickeder Ortsteil Hengsen. 1399 erscheint erstmals ein Mitglied der Familie auf der Burg. Bis zum Tode von Anna Margarethe Lappe († 27. Juli 1671) war Haus Ruhr über 270 Jahre im Besitz der Familie. Während dieser Zeit hatte Bernd von Lappe zusammen mit seinem Sohn Caspar Lappe (* 1522; † nach 1592) großen Einfluss auf die Einführung der Reformation im Kirchspiel Opherdicke. Nach der Familie wurde die Burg auch „Lappenhausen“ genannt. Die Name findet sich noch heute als Straßenname in Hengsen. Durch die Heirat der Ursula von Lappe mit Johann von Romberg zu Schloss Brünninghausen ging das Haus Ruhr in den Besitz der Familie von Romberg.
Das Geschlecht kam auch nach Livland. Dort führten die Familienmitglieder teilweise Beinamen, die ihren jeweiligen Stammsitz in Westfalen widerspiegelten, so den Beinamen „von Koningen“ bzw. „Konnink“ nach Köningen oder den Beinamen „von der Rör“ oder „Rhoer“ für Haus Ruhr:
- Diedrich Lappe von Köningen, Hauskomtur zu Reval 1453, 1468–1470 Vogt zu Wesenberg
- Evert Lappe von der Rure, 1472, 1478 und 1479 Komtur zu Karkus
- Engelbert Lappe von der Rure, 1436–1443 Livländischer Ritter-Ordensbruder zu Riga
- Engelbert Lappe von Konink, 1474 Komtur zu Dünaburg, 1478–1479 Vogt zu Wesenberg
- Johann Lappe urkundet 11. Mai 1507
- Lulof von Lappe, Vogt zu Wesenberg 1528

Die Familie starb mit Lutter Winold von Lappe in der zweiten Hälfte des 17. Jahrhunderts aus.

## Wappen
Blasonierung: In Schwarz drei (2:1) silberne Blätter. Auf dem schwarz-silbernen bewulsteten Helm mit schwarz-silbernen Helmdecken fünf schwarze Blätter an Stielen, zwischen dem zweiten und dritten ein silbernes Blatt.
Das Wappen der Gemeinde Hengsen basiert auf dem Wappen derer von Lappe.

## Stammfolge
Anton Fahne gibt folgende Stammfolge an:
- Arndt Lappe zu Köningen (urkundlich 1400–1426) ⚭ Catrin (lebt noch 1442)
  - Johann Lappe zu Dincker (urkundlich 1454)
  - Arndt Lappe zu Ruhr (urkundlich 1445–1486) ⚭ I. mit Lyse (Luicie) von der Ruhr, Erbin von Haus Ruhr, Tochter von Dietrich und Else Ruhr, ⚭ II. mit Greite Wrede zu Frönsberg.
    - aus I.: Degenhard Lappe zu Ruhr (urkundlich 1478–1486) ⚭ Hermanna von Neheim zu Ruhr (urkundlich 1540)
      - Bernd Lappe zu Ruhr († 1569) ⚭ I. Figge Inckhuß, Tochter von Derk und Sophie v. Orsoy, ⚭ II. Margreth von Wrede zu Beeck, Tochter von Johann und N. von Vaerst, wiederverheiratet an Adolf von Eller († 1580)
        - aus I.: Sophie Lappe ⚭ Otmar Schwarzen
        - aus II.: Johann Lappe
        - Caspar Lappe zu Ruhr, Vierbecke, Iserlohn etc., klevischer Rat, Drost von Iserlohn (* 1522; † nach 1592) ⚭ 1548 Elisabeth von Ense genannt Varnhagen zu Westernkotten, Tochter von Hermann und Margarethe von Westhoven zu Hennen, Erbin zu Edelburg, Bredenol und Iserlohn
          - Lutter Winold Lappe zu Ruhr und Vierbeck, Gerichtsherr zu Heinghausen, ⚭ 29. Juni 1638 Anna von Voß (1615–1683) zum Rodenberg, Tochter von Johann und Margreth Wulff genannt Lüdinghausen zu Füchten
            - Johann Dietrich Lappe, 1658 ertrunken
            - Anna Margreth Lappe (* 1643; † 1671), Erbtochter, ⚭ 1659 Henrich Friedrich von der Mark zu Bilgest und Ruhr
            - Clara Emilie Lappe ⚭ 1665 Goswin Maritz von Dungeln zu Haus Dahlhausen

        - Ursula Lappe, Stiftsdame zu Gevelsberg
        - Agnes Lappe, Nonne zu St. Catharina in Dortmund
        - Elisabeth Lappe, Stiftsdame zu Herdecke, zu Ulenbrock von dem Mörder Pyrschütte umgebracht

    - Evert Lappe
    - Dietrich Lappe zu Köningen, teilte 1478 mit seinen Brüdern, lebt noch 1487, ⚭ Margreth N.
      - Arnt Lappe (urkundlich 1512) ⚭ Greite
        - Degenhard Lappe ⚭ Hermanna
          - Bernd Lappe

        - Dierich Lappe ⚭ Greite
          - Arndt Lappe

    - aus II.: Herman Lappe
    - Wilhelm Lappe ⚭ I. Elske Gruwel, ⚭ II. Elske Freysendorp, ⚭ III. Regula Haden, 1499 Witwe, lebt noch 1518, Tochter von Evert und Greileke Gruwel
      - Evert Lappe

    - Cordt Lappe zu Köningen (urkundlich 1470)
    - Henrich Lappe